# Autorotace

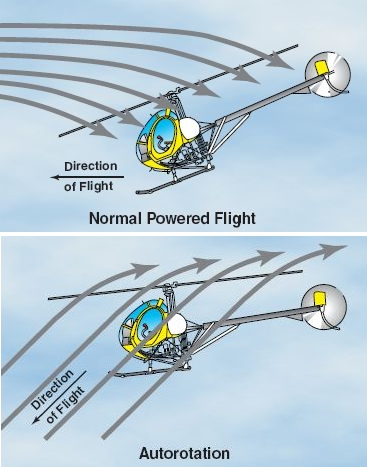
Princip autorotace

Autorotace (samovolná rotace) je režim letu vrtulníků, vírníků nebo rotorem vybavených konvertoplánů, při němž není nosný rotor poháněn motorovou jednotkou. U vírníků není standardně nosný rotor poháněn motorem, využívá autorotaci.
Při běžném motorovém letu jde proud vzduchu přes rotorový disk svrchu, při autorotaci proudí vzduch zespodu a udržuje listy rotoru v pohybu, zatímco stroj (vrtulník) pomalu klesá.
Díky autorotaci je možné s vrtulníkem bezpečně přistát např. při selhání motoru. V USA musí všechny jednomotorové vrtulníky pro certifikaci prokázat schopnost bezpečného přistání autorotací.
Při autorotaci nevzniká krouticí moment, který by bylo třeba vyrovnávat (motor totiž není zapojen).
Nejdelší doba letu autorotací v historii byla dosažena v roce 1972 francouzským pilotem Jeanem Bouletem na helikoptéře Aérospatiale SA 315B Lama. Ve výšce 12 440 metrů mu při teplotě −63 °C „zhasl“ motor, který pak nešel nahodit. Boulet díky autorotaci bezpečně přistál.